# 마쓰다이라 지카요시 (1632년)

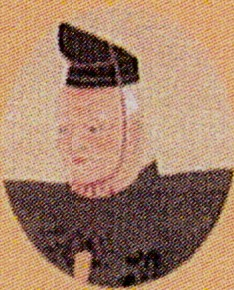
마쓰다이라 지카요시

마쓰다이라 지카요시(松平近栄)는 이즈모 히로세 번 초대 번주이다. 나오마사 계 에치젠 마쓰다이라 가 히로세 번 분가(直政系越前松平家広瀬藩分家) 초대 당주. 관위는 종오위하, 고즈케노스케(上野介). 정실은 마쓰다이라 노리나가(松平憲良)의 딸.
지카요시는 마쓰에번주 마쓰다이라 나오마사의 차남이다. 어머니는 나오마사의 정실 히사(久, 마쓰다이라 다다요시(松平忠良)의 딸, 마쓰에 번 제2대 번주 마쓰다이라 쓰나타카(松平綱隆)는 지카요시의 동복형).